# Nachahmungsfreiheit
Das Prinzip der Nachahmungsfreiheit besagt, dass nicht schutzrechtlich geschützte und damit gemeinfreie Waren oder Dienstleistungen von Mitbewerbern nachgeahmt werden dürfen, es sei denn, die Nachahmung ist im Einzelfall unlauter (§ 4 Nr. 3 UWG). Diesem Prinzip liegt die Annahme zugrunde, dass technischer Fortschritt nur möglich ist, wenn bereits bestehende Erfindungen als Grundlage oder Inspiration für neue Produkte dienen können. Gäbe es keine Nachahmungsfreiheit, so wäre der Fortschritt behindert, da bestehende Erfindungen nur mit einer entsprechenden Lizenz verwertet werden dürfen.
Der Grundsatz der Nachahmungsfreiheit findet seine Grenzen einerseits in den Schutzbestimmungen für geistiges Eigentum – hier zu nennen wären das Urheberrecht sowie das Patent-, Gebrauchsmuster-, Design- (vormals: Geschmacksmuster-) und Markenrecht, mit denen zeitlich begrenzte Nutzungsrechte erworben werden oder entstehen können –, andererseits im Wettbewerbsrecht, insbesondere dem Gesetz gegen den unlauteren Wettbewerb (UWG).
Umstritten in der Literatur ist, inwieweit der wettbewerbsrechtliche Leistungsschutz eine Ausnahme vom Grundsatz der Nachahmungsfreiheit darstellt. Zwar wird von einem Nebeneinander der Schutzrechte ausgegangen, jedoch erfordert der wettbewerbsrechtliche Leistungsschutz mehr als nur eine reine Nachahmung. Erst durch das Bestehen besonderer begleitender Umstände wird die Nachahmungshandlung, oder passender sogar das Inverkehrbringen solcher Nachahmungen, zu einer unlauteren Handlung.